# Wolfgang Wünsche (Eishockeyspieler)
Wolfgang Wünsche (* 20. Mai 1938 in Weißwasser/O.L.; † 13. Juni 2018 in Rostock) war ein deutscher Eishockeyspieler und -trainer.

## Karriere
Als ein in Weißwasser geborener Junge lernte Wolfgang Wünsche mit fünf Jahren wie viele damals das Schlittschuhlaufen auf dem Braunsteich. 1950 kam er zum Eishockeyverein, wo er in den Jugendmannschaften spielte, bis er es in die Mannschaft der BSG Chemie Weißwasser bzw. SG Dynamo Weißwasser schaffte. In den Saisons 1956/57 und 1957/58 errang er mit dieser Mannschaft den DDR-Meistertitel. Danach wurde er als einer von fünf oder sechs Spielern zur Mannschaft der Sportvereinigung Dynamo nach Rostock delegiert, die 1956/57 zum ersten Mal in der DDR-Oberliga spielte. Später spielte er auch für den SC Empor Rostock. Obwohl die Rostocker Mannschaften nie die Spitze der DDR-Oberliga erreichen konnten, wurde Wolfgang Wünsche in die Eishockeynationalmannschaft der DDR berufen. Insgesamt absolvierte er 38 Länderspiele für die DDR.
Nach dem Leistungssportbeschluss der DDR-Führung von 1969, der Eishockey in Hinblick auf olympische Medaillen als nicht förderwürdig einstufte, entfiel jede staatliche Unterstützung des Eishockeysportes. Die DDR-Oberliga wurde auf zwei Mannschaften reduziert. Nach Auflösung des SC Empor Rostock bildeten dessen Spieler den Kader der neu gegründeten VSG Rostock, die ab 1972 unter dem Namen BSG Chemie 70 Rostock an der DDR-Bestenermittlung teilnahm. 
Nach der Wende in der DDR beteiligte sich Wolfgang Wünsche am Aufbau des Rostocker EC. Zunächst fungierte er aber als Trainer der Konkurrenten beim EHC Timmendorfer Strand 06 und auch beim Adendorfer EC.
Von 2011 bis 2014 stand der über 70-Jährige drei Saisons als Trainer an der Bande des Rostocker EC und gewann die Hauptrunde der Oberliga Nord 2011/12 und 2012/13. Zu der Zeit war er der älteste aktive Eishockeytrainer der Welt.
Von Wolfgang Wünsche stammt das Zitat „Eishockey ist wie Boxen. Wer nach einem Zweikampf unten liegt, hat verloren.“ (Martina Wichor: Sport-Geschichte: Zitate – Fotos – Anekdoten)
Wolfgang Wünsche erlernte in Weißwasser als Zentrum der Glasindustrie den Beruf des Glasbläsers beim VEB Oberlausitzer Glaswerke Weißwasser (OLG). Ende der 1980er-Jahre führte er eine HO-Gaststätte.

## Erfolge
- Sieger der DDR-Meisterschaft 1956/57
- Sieger der DDR-Meisterschaft 1957/58